# Chorebus tergoflavus
Chorebus tergoflavus är en stekelart som beskrevs av Docavo, Fischer och Tormos 2001. Chorebus tergoflavus ingår i släktet Chorebus och familjen bracksteklar. Inga underarter finns listade i Catalogue of Life.